# Tyranneau des rivières
Serpophaga hypoleuca
Ne doit pas être confondu avec Tyranneau des torrents.
Espèce
Statut de conservation UICN

 LC  : Préoccupation mineure
Le Tyranneau des rivières (Serpophaga hypoleuca) est une espèce de passereaux de la famille des Tyrannidae.
Cet oiseau a la particularité d'être exclusivement présent le long des cours d'eau des basins de l'Orénoque et de l'Amazone.

## Répartition et sous-espèces
Selon le Congrès ornithologique international (version 10.1 2020) il se répartit en trois sous-espèces :
- Serpophaga hypoleuca venezuelana Zimmer, JT, 1940 — bassin de l'Orénoque ;
- Serpophaga hypoleuca hypoleuca Sclater, PL & Salvin, 1866 — amont du bassin amazonien ;
- Serpophaga hypoleuca pallida Snethlage, E, 1907 — aval du bassin amazonien.